# Synode van Emden
De Synode van Emden was een bijeenkomst van 29 gereformeerde verbannen leiders (predikanten en schrijvers), die van 4 tot 13 oktober 1571 de Nederlandse Hervormde Kerk stichtten. De synode werd gehouden in de Oost-Friese plaats Emden en stelde de regels en doctrines vast van de Nederlandse Hervormde Kerk.
De synode:
- bevestigde het presbyteriaanse karakter van de hervormde kerk,
- organiseerde kerken in een geografische regio in classes,
- nam de Nederlandse Geloofsbelijdenis van 1561 aan, en
- keurde het gebruik van de Heidelbergse Catechismus in Nederlandstalige gemeenten goed en de Catechismus van Genève in Franstalige kerken.

De synode bepaalde verder dat er tijdens de classisvergadering een preek zal worden gehouden door een van de predikanten uit de classis. Die preek moest daarna worden besproken, zodat de preek verbeterd kan worden.

## Historische achtergrond
Als gevolg van de toenemende druk die keizer Karel V na de Reformatie op de Nederlanden uitoefende, verlieten vanaf het midden van de jaren 1540 duizenden religieuze vluchtelingen van gereformeerd geloof de Nederlanden. Het conflict escaleerde toen de hertog van Alva in de jaren 1567 tot 1573 als landvoogd van de Habsburgse Nederlanden op bevel van de Spaanse koning Filips II met geweld optrad tegen de opstandige protestanten en hun sympathisanten. Tienduizenden vluchtten daarop naar Engeland en Duitsland en stichtten daar Nederlandse protestantse gemeentes. In Emden was er een grote gereformeerde gemeente waar de Nederlandstalige vluchtelingen door dezelfde taal geïntegreerd waren. Daarnaast bestond er ook een Waalstalige gereformeerde gemeente. Reeds op het convent van Wezel (1568) werd voor de vluchtelingengemeentes een bindende kerkorde vastgesteld, die gebaseerd was op een driedelig synodaal systeem. In een rondschrijven van Gaspar van der Heyden (Caspar Heidanus, Jasparus Heydanus) en Filips van Marnix aan de Nederlandse gemeentes van 21 maart 1570 werden drie verdere overlegpunten aangesproken die verdere verduidelijking behoefden: de opleiding van toekomstige predikanten, de aard van de samenwerking tussen de gemeentes en de verzorging van doorreizende vluchtelingen. De voor september 1570 in Frankfurt am Main geplande vergadering moest echter worden uitgesteld.
- Nationale Bibliotheek van Tsjechië: ko20231182789